# Joseph Dorn

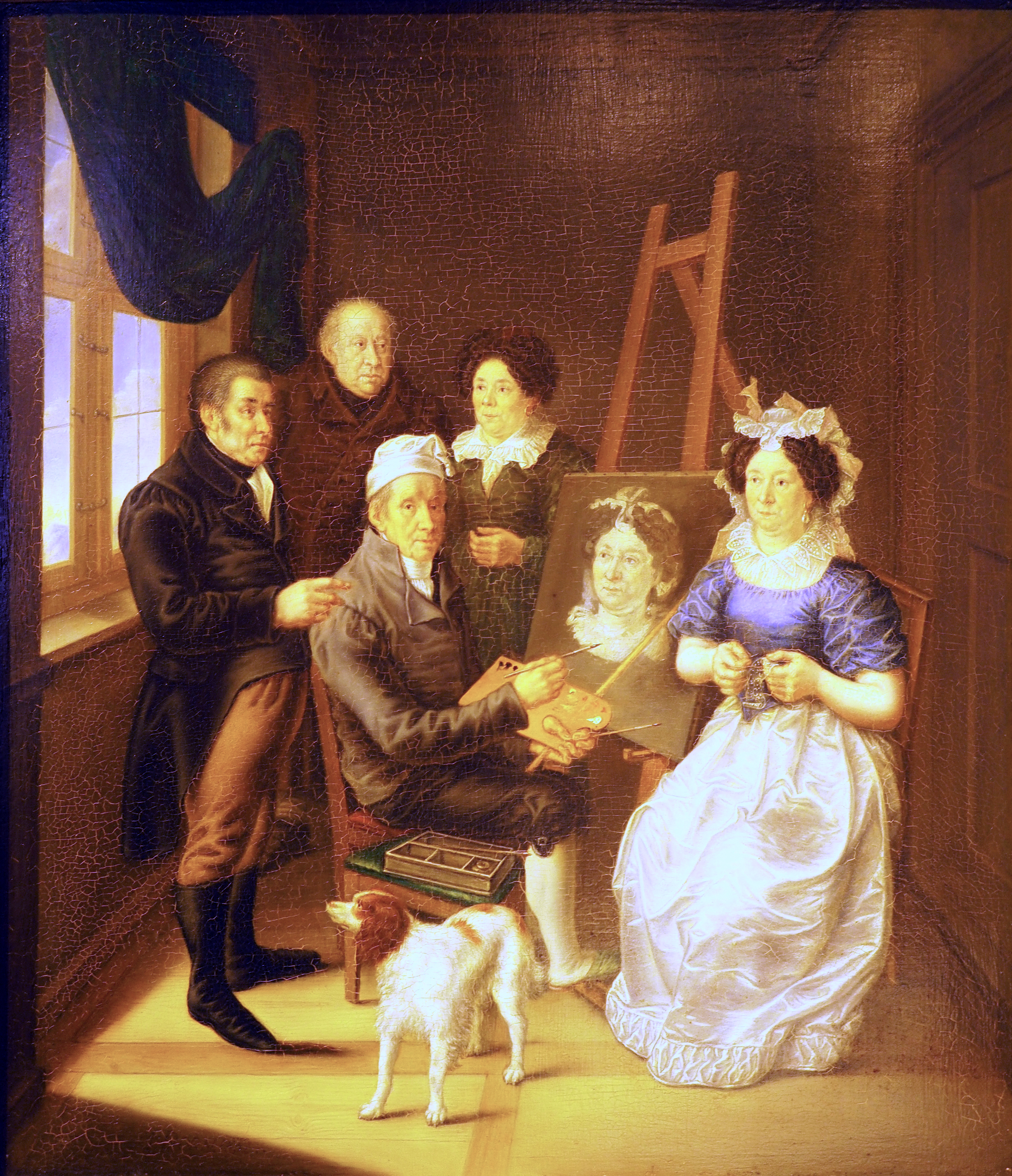
Selbstporträt an der Staffel

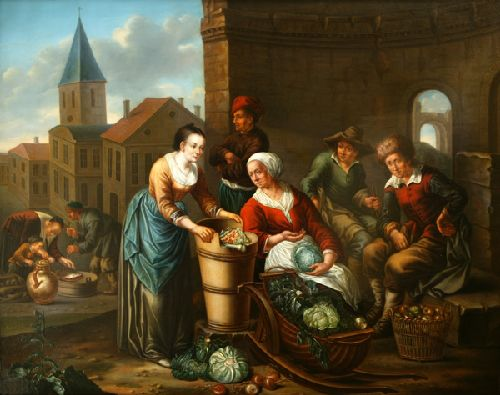
Marktszene (1823)

Joseph Dorn (* 12. August 1759 in Kratz-Sambach; † 6. August 1841 in Bamberg) war Maler, Restaurator und Galerieinspektor.

## Leben
Der Schneiderssohn Joseph Dorn war Schüler bei Joseph Marquard Treu (Schüler von Johann Rudolf Byss) in Bamberg und heiratete 1787 dessen Tochter Rosalie.
Dorn wurde 1802 Inspektor der Galerie im Schloss Weißenstein ob Pommersfelden. Diese Galerie besaß bereits bei ihrer Entstehung unter dem Bauherrn des Schlosses, Fürstbischof Lothar Franz von Schönborn Weltruhm und ist heute noch die größte private Gemäldesammlung Deutschlands. Dorn zeichnete sich dort auch als Restaurator aus. Er erstellte wahrscheinlich die Inventarliste von 1805 und war für die Restaurierung der wegen kriegerischer Auseinandersetzungen ausgelagerten Bilder zuständig.
Er war in seiner Zeit auch ein geschätzter Maler, von dem die Städtische Galerie Bamberg 27 Gemälde – meist Genrebilder – besitzt, die zum großen Teil dem städtischen Krankenhaus überlassen worden waren; die meisten bezeichnet und datiert. Ein Bildnis des letzten Fürstbischofs von Bamberg, Christoph Franz von Buseck (1724–1805), von Christoph Wilhelm Bock (1754–1830) hat er in Kupfer gestochen.
Seine erste Ehefrau Rosalie Treu (* 18. Februar 1741 in Bamberg; † 19. Dezember 1830 in Bamberg) war ebenfalls Malerin. Ihre Bildnisse des Hofrats Johann Alberich Ignaz Böttinger (1722–1772) und des Grafen von Rotenhan wurden gerühmt.